# Баркли сквер (филм)
Баркли сквер (енгл. Berkeley Square) је амерички фантастично-драмски филм из 1933. године, режисера Френка Лојда, заснован на истоименој представи Џона Л. Балдерстона и елементима романа Осећај прошлости Хенрија Џејмса. Главне улоге у филму тумаче Лесли Хауард и Хедер Ејнџел, а радња прати човека из 20. века који успева да пребаци своју свест у тело свог претка из 18. века.

## Радња
Године 1784, недуго након што су Сједињене Америчке Државе избориле независност, Американац Питер Стендиш плови из Њујорка у Енглеску како би се оженио својом рођаком. Када чује да је један Француз прелетео Ламанш балоном, Питер жали што неће моћи да види чуда која будућност доноси.
Године 1933, његов потомак, такође по имену Питер Стендиш, неочекивано наслеђује кућу на Баркли скверу у Лондону. Он постаје све опседнутији дневником свог претка, што изазива велику забринутост његове веренице Марџори Френт. Током чаја са америчким амбасадором, Питер му с великим узбуђењем поверава да је убеђен како ће тог дана у 17:30 бити пребачен 149 година у прошлост. Питер верује да само треба да следи дневник свог претка, јер већ зна шта ће се десити, пошто је све прочитао.
Он жури кући, и када отвори врата, заиста се враћа у 1784. годину, заузимајући место ранијег Питера Стендиша управо у тренутку када он стигне у кућу, која је тада припадала његовим рођацима, Петигруима. Леди Ен и њена одрасла деца Том, Кејт и Хелен дочекују га. Петигруови, који су у очајној финансијској ситуацији, желе да се Кејт уда за богатог Американца. Питер је одлучан да не промени будућност о којој је читао, све док први пут не угледа Хелен. Покушава да се одупре својој привлачности према њој, али не успева. Хелен, у међувремену, трпи притисак своје мајке да се уда за господина Тростла, али је већ пре Питеровог доласка одлучила да се неће удати. Касније признаје Питеру да је сањала о њему пре него што га је видела.
Како време пролази, Питер непрестано ненамерно изазива увреде својим непознавањем обичаја 18. века. Људи такође почињу да га се боје, јер прави грешке и говори о стварима које се још нису догодиле. На пример, када наручи портрет код сликара Џошуе Рејнолдса, хвали једно његово дело, које је сликар пак тек почео да ради. Кејт почиње да верује да је Питер опседнут демонима и раскида веридбу. Хелен, међутим, има разумевања за његове потешкоће и заљубљује се у њега.
На крају, Хелен притиска Питера да јој објасни своју „видовитост”, коју је само наговестио. Иако одбија да јој отворено говори, она некако у његовим очима види визије његовог модерног света, са свим његовим ужасима, али и чудесима, и погађа истину. Знајући да је постао разочаран животом међу духовима који су рођени 149 година пре његовог времена, и да је дубоко несрећан због свакодневних реалности њеног доба (укључујући недостатак хигијене и канализације, као и редовног купања у ономе што он назива „прљавим малим свињцем света”), она га убеђује да се врати у своје време. Он жели да остане с њом без обзира на последице, али на крају ипак одлучује да се врати у 1933. годину.
Када посети Хеленин гроб, сазнаје да је умрла 15. јуна 1787. године, у 23. години живота. Марџори долази да га види, забринута за његово ментално здравље, пошто он говори да је дошао из 18. века. Питер верује да је његов предак заменио место с њим, а Марџори говори да не може да је ожени. Питера теши натпис на Хеленином гробу и њено уверење да ће бити заједно „не у мом времену, нити у твом, већ у Божјем”.

## Улоге
| Глумац            | Улога                   |
| ----------------- | ----------------------- |
| Лесли Хауард      | Питер Стендиш           |
| Хедер Ејнџел      | Хелен Петигру           |
| Валери Тејлор     | Кејт Петигру            |
| Ајрин Браун       | леди Ен Петигру         |
| Берил Мерсер      | госпођа Барвик          |
| Колин Кит-Џонстон | Том Петигру             |
| Алан Маубреј      | мајор Клинтон           |
| Џулијет Комптон   | војвоткиња од Девоншира |
| Бети Лофорд       | Марџори Френт           |
| Фердинанд Готшалк | господин Тростл         |
| Самјуел Хајндс    | амерички амбасадор      |
| Олаф Хитен        | Џошуа Рејнолдс          |
| Дејвид Торенс     | лорд Стенли             |